# 米哈伊尔·阿列克谢耶维奇·基泽耶夫
米哈伊尔·阿列克谢耶维奇·基泽耶夫（羅馬化：Mikhail Alekseyevich Kizeyev；1997年3月17日—）是一名俄罗斯足球运动员，目前效力于摩尔曼斯克谢韦尔足球俱乐部。

## 俱乐部生涯
2017年9月24日，他在俄罗斯足球甲级联赛中首次代表圣彼得堡泽尼特2队对阵下下诺夫哥罗德队。